# Puerto Deseado
Pour les articles homonymes, voir Deseado.
Puerto Deseado est une ville et un port de pêche de Patagonie, dans la province de Santa Cruz en Argentine. Elle se trouve dans l'estuaire du río Deseado. Sa population se montait à 10 237 habitants en 2001 (contre 7 093 en 1991).
Le port, situé à 32 km de la ville, est nommé Port Desire par le corsaire anglais Thomas Cavendish en 1586, du nom de son navire. Plus tard ce nom est traduit en espagnol, c’est-à-dire devint Deseado.
La localité possède deux belles places élégantes, une gare de chemin de fer et deux musées, le premier exposant une collection d'objets d'art des peuples amérindiens, et le second les reliques de la caravelle anglaise Swift qui coule en 1770, récupérée après avoir été découverte en 1982.
Charles Darwin y fait un séjour en 1833 au cours de son tour du monde sur le HMS Beagle. Il y découvre le Nandou de Darwin. 

## Personnalités liées à la communauté
- Hilda Bernard (1920-2022), actrice argentine.